# Liste des installations de l'United States Air Force

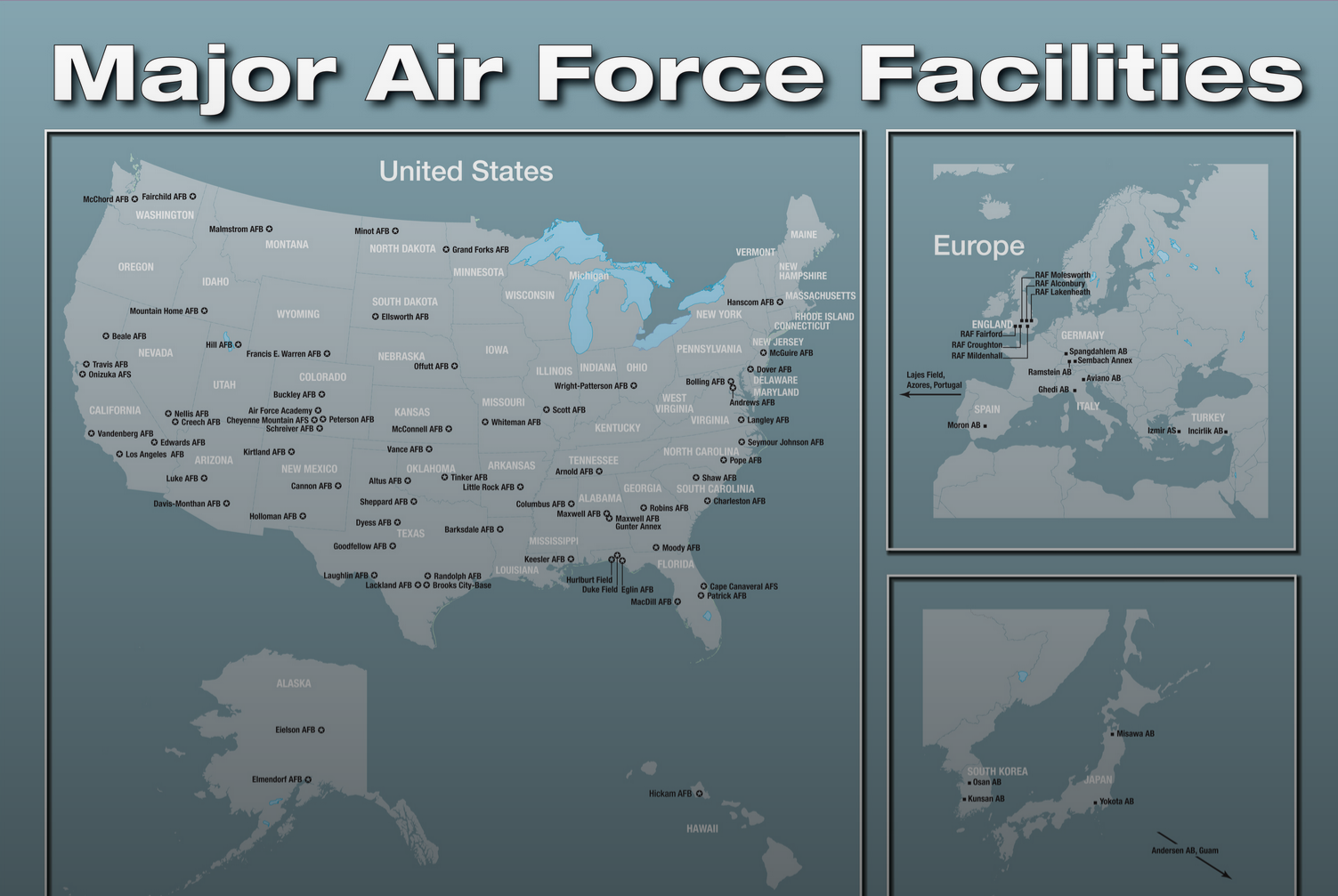
Carte des principales bases de l'USAF dans les années 2010, avant le transfert de plusieurs sites à l'United States Space Force.

Voici une liste des installations de la United States Air Force.

## Sites actifs aux États-Unis en 2011
Les bases de l'USAF en service actif aux États-Unis sont sous la juridiction des principaux commandements suivants. Il y a 59 bases actives à travers le pays en 2011. La création du United States Space Force en décembre 2019 à entrainé la dissolution de l'Air Force Space Command et le transfert de ces bases à cette arme:
- Air Combat Command (ACC) organise, entraîne, équipe et maintient les forces prêtes au combat en vue d'un déploiement et d'un emploi rapides (1st, 9th, 12th, et 25th Air Forces)
- Air Education and Training Command (AETC) offre une formation de base, technique, en vol et spécialisée aux officiers et aux aviateurs. (2nd et 19th Air Forces)
- Air Force Materiel Command (AFMC) développe, acquiert et maintient la puissance aérospatiale nécessaire à la défense des États-Unis et de leurs intérêts.
- Air Force Global Strike Command (AFGSC) fournit des forces prêtes au combat à mener une opération stratégique de dissuasion nucléaire et de frappe mondiale (8th et 20th Air Forces)
- Air Force Reserve Command (AFRC) fournit des unités prêtes au combat et des individus en service actif pour renforcer la composante régulière de la Force aérienne (4th, 10th et 22nd Air Forces)
- Air Force Space Command (AFSPC) défend l'Amérique du Nord à travers ses opérations spatiales et cyber. (14th et 24th Air Forces)
- Air Force Special Operations Command (AFSOC) fournit des forces d'opérations spéciales pour un déploiement mondial, et leur affectation à des commandements régionaux unifiés
- Air Mobility Command (AMC) assure la mobilité et le déploiement rapide et mondial des forces armées américaines (18th Air Force)

| Nom                                 | Lieu                       | État | Coordonnées                             | Grand commandement              | Emblème | Unités | Observations |
| ----------------------------------- | -------------------------- | ---- | --------------------------------------- | ------------------------------- | ------- | --- | --- |
| Altus Air Force Base                | Altus                      | OK   | 34° 39′ 59″ N, 99° 16′ 05″ O            | AETC                            |         | 97th Air Mobility Wing (en) | 19th Air Force, chargée de former les équipages des KC-135 Stratotankers et C-17 Globemaster à des programmes spécialisés avancés. La 97th AMW exploite le C-17 Globemaster III pour des vols d'entraînement opérationnels. De plus, la base a été identifiée comme le lieu d'entraînement du nouveau tanker KC-46, qui devait arriver en 2016. |
| Arnold Air Force Base               | Tullahoma                  | TN   | 35° 23′ 33″ N, 86° 05′ 09″ O            | AFMC                            |         | Arnold Engineering Development Center | Base non navigante; Centre primaire de recherche et développement de l’AFMC. La base abrite les plus grandes installations de simulation de vol au monde (AEDC). En 2002, 10 millions de dollars ont été dépensés pour agrandir encore ces installations. Il y a 58 souffleries aérodynamiques et à propulsion, des cellules d'essai de moteurs de fusées et de turbines, des chambres environnementales spatiales, des réchauffeurs d'arc, ainsi que d'autres unités spécialisées. |
| Barksdale Air Force Base            | Bossier City               | LA   | 32° 30′ 07″ N, 93° 39′ 46″ O            | AFGSC                           |         | 2d Bomb Wing 307th Bomb Wing (en) (AFRC) | La 2d Bomb Wing est la plus ancienne escadre de bombardier de l'US Air Force et l'une des deux escadres de B-52 Stratofortress. La 307th BW Bomb Wing et ses B-52 sont intégrés au 2d BW. QG 8th Air Force CQG du Global Strike Command |
| Beale Air Force Base                | Marysville                 | CA   | 39° 08′ 10″ N, 121° 26′ 11″ O           | ACC                             |         | 9th Reconnaissance Wing 940th Air Refueling Wing (en) (AFRC) | 12th Air Force. U-2R Dragonlady, RQ-4 Global Hawk et MC-12 Liberty assurant des missions de reconnaissance dans le monde entier. La base est considérée comme étant le modèle de hub ISR de l'US Air Force, comprend le DGS-2. La base couvre 23 000 hectares et abrite 6 000 personnes. |
| Buckley Air Force Base              | Aurora                     | CO   | 39° 42′ 06″ N, 104° 45′ 06″ O           | AFSPC                           |         | 460th Space Wing (en)140th Wing (en) (CO ANG) | Escadres non navigantes; fournit l'alerte et la détection de missiles, la défense antimissile, le renseignement technique, le commandement et le contrôle de satellites. La garde nationale aérienne du Colorado exploite des F-16 Fighting Falcon. |
| Cannon Air Force Base               | Clovis                     | NM   | 34° 22′ 58″ N, 103° 19′ 20″ O           | AFSOC                           |         | 27th Special Operations Wing | Base d'opérations spéciales; la SOW planifie et exécute des opérations spéciales et d’urgence au niveau mondial. Les aéronefs comprennent des MC-130 Combat Spear; des MQ-1 Predator; des AC-130 Gunship et des CV-22 Osprey |
| Cape Cod Air Force Station          | Bourne                     | MA   | 41° 45′ 12″ N, 70° 32′ 19″ O            | AFSPC                           |         | 21st Space Wing | Le 6th Space Warning Squadron (en) utilise le radar PAVE PAWS (en). |
| Cavalier Air Force Station          | Mountain                   | ND   | 48° 43′ 55″ N, 97° 54′ 16″ O            | AFSPC                           |         | 21st Space Wing | Escadre non navigante. Opérée par le 10th Space Warning Squadron (en), la station surveille et suit les éventuels lancements de missiles contre l'Amérique du Nord. Le 28 juillet 2006, le NORAD a transféré les opérations AFS de Cheyenne Mountain vers la base aérienne de Peterson pour plus d'efficacité. |
| Columbus Air Force Base             | Columbus                   | MS   | 33° 38′ 38″ N, 88° 26′ 38″ O            | AETC                            |         | 14th Flying Training Wing | 19th Air Force. Formation de pilote de premier cycle (UPT). Les avions comprennent les T-6 Texan II, les T-1 Jayhawk et les T-38 Talon. |
| Creech Air Force Base (en)          | Indian Springs             | NV   | 36° 35′ 14″ N, 115° 40′ 24″ O           | ACC                             |         | 432d Wing (en) | 12th Air Force. Base d'opérations d'appareils sans pilotes (UAV) de l'US Air Force. Effectue des missions de reconnaissance dans le monde entier. QG du Joint UAS Center of Excellence. Creech abrite les drones Predator qui effectuent régulièrement des missions en Afghanistan, en Irak et au Pakistan. |
| Davis-Monthan Air Force Base        | Tucson                     | AZ   | 32° 09′ 59″ N, 110° 52′ 59″ O           | ACC                             |         | 355th Fighter Wing (en)162nd Fighter Wing (en) (AZ ANG) 55th Electronic Combat Group (en) 214th Reconnaissance Group (AZ ANG) 563d Rescue Group 943rd Rescue Group (en) (AFRC) | 12th Air Force. La 355th Fighter Wing, composée d’appareils A-10, est chargée de former les pilotes de A-10 et de fournir un appui aérien rapproché aux forces terrestres du monde entier. Le 55the Electronic Combat Group exploite le Compass Call EC-130H (en). L'Arizona ANG utilise le système UAS Predator MQ-1. QG de la Twelfth Air Force. La base est également populaire en raison du 309th Aerospace Maintenance and Regeneration Group, anciennement connu sous le nom d'AMARC, ou Aerospace Maintenance And Regeneration Center, où des centaines d'avions militaires à la retraite et de grands missiles sont entreposés. |
| Dover Air Force Base                | Dover                      | DE   | 39° 07′ 42″ N, 75° 27′ 53″ O            | AMC                             |         | 436th Airlift Wing (en)512th Airlift Wing (en) (AFRC) | Opère dans le monde entier des appareils de transport aérien stratégique lourd C-5 Galaxy et C-17 Globemaster III. Accueille également la plus grande morgue militaire du département de la défense, utilisée pour le traitement du personnel militaire tué à la fois en temps de guerre et en temps de paix. |
| Dyess Air Force Base                | Abilene                    | TX   | 32° 25′ 15″ N, 99° 51′ 17″ O            | AFGSC                           |         | 7th Bomb Wing (AFGSC) 317th Airlift Group (en) (AMC) | 8th Air Force. La 7th BW est l’une des deux escadres de bombardier B-1 Lancer de l’US Air Force. Le 317th AG exploite des avions de transports C-130 Hercules. |
| Edwards Air Force Base              | Edwards (en)               | CA   | 34° 54′ 20″ N, 117° 53′ 01″ O           | AFMC                            |         | 412th Test Wing (en) | Air Force Flight Test Center. Presque tous les aéronefs militaires américains depuis les années 1950 ont été au moins partiellement testés à Edwards. Des avions expérimentaux ont également été testés à Edwards. Edwards semble également avoir compétence sur le Air Force Flight Test Center (Detachment 3), Nevada ("Area 51") |
| Eglin Air Force Base                | Valparaiso                 | FL   | 30° 29′ N, 86° 32′ O                    | AFMC                            |         | 33d Fighter Wing (en)53d Wing (en) (ACC) 96th Test Wing (en) 919th Special Operations Wing (en) (AFRC)                                                                         | Air Armament Center (en). L'AAC est le centre responsable du développement, de l'acquisition, des tests, du déploiement et du maintien en puissance de toutes les armes livrées par air par l'US Air Force. La 53d Wing sert de centre de liaison pour l'ACC dans les domaines de la guerre électronique, de l'armement et de l'avionique, de la défense chimique, de la reconnaissance et de la formation des équipages de conduite. La 33d Fighter Wing de l'AETC dispense une formation commune aux pilotes et au personnel de maintenance de l'US Air Force / USNS / USMC / OTAN / Alliés pour le F-35 Lightning II                 |
| Ellsworth Air Force Base            | Box Elder                  | SD   | 44° 08′ 42″ N, 103° 06′ 13″ O           | AFGSC                           |         | 28th Bomb Wing | 8th Air Force. La 12 BW est l’une des deux escadres de bombardier B-1 Lancer de l’US Air Force. |
| Francis E. Warren Air Force Base    | Cheyenne                   | WY   | 41° 07′ 59″ N, 104° 52′ 01″ O           | AFGSC                           |         | 90th Missile Wing | Base gérant des ICBM LGM-30G Minuteman III avec des installations de lancement dans le sud-est du Wyoming, l'ouest du Nebraska et le nord du Colorado. C'est aussi le QG de la Twentieth Air Force, qui commande tous les ICBM de l'United States Air Force. |
| Fairchild Air Force Base            | Airway Heights             | WA   | 47° 36′ 54″ N, 117° 39′ 20″ O           | AMC                             |         | 92nd Air Refueling Wing 141st Air Refueling Wing (en) (WA ANG) | Opère les KC-135 Stratotanker affectés au 15th Expeditionary Mobility Task Force. Fournit des services de ravitaillement en vol, ainsi que des missions de transport aérien de passagers, de fret et d'évacuation aéro-médicale à l'échelle mondiale. |
| Fort Jackson                        | Columbia                   | SC   |                                         |                                 |         | QG Air Force Chaplain Corps | Unité de locataire sur l'installation de l'armée américaine. |
| Fort George G. Meade                | Odenton                    | MD   |                                         |                                 |         | 70th Intelligence, Surveillance and Reconnaissance Wing (en) | Unité locataire sur l'installation de l'armée des États-Unis. Membre de l'Air Force Intelligence, Surveillance and Reconnaissance Agency (en) |
| Goodfellow Air Force Base (en)      | San Angelo                 | TX   | 31° 25′ 46,6716″ N, 100° 23′ 56,5434″ O | AETC                            |         | 17th Training Wing (en) | 2d Air Force. Base d'entraînement non navigante. La mission principale de Goodfellow est la formation en cryptologie et en renseignement pour l'armée de l'air, l'armée de terre et la marine. |
| Grand Forks Air Force Base          | Grand Forks                | ND   | 47° 57′ 40″ N, 97° 24′ 04″ O            | AMC                             |         | 319th Air Base Wing (en)69th Reconnaissance Group (en) | Une partie de l'AMC Worldwide Tanker Force. Les KC-135 Stratotanker fournissent une capacité de ravitaillement en vol mondiale. |
| Hanscom Air Force Base (en)         | Lincoln                    | MA   | 42° 28′ 12″ N, 71° 17′ 21″ O            | AFMC                            |         | 66th Air Base Group (en) | Electronic Systems Center (en) (ESC). Établi pendant la Seconde Guerre mondiale pour la recherche RADAR et la guerre électronique. Aujourd'hui, le CES soutient la recherche, les acquisitions et les systèmes électroniques. |
| Hill Air Force Base                 | Ogden                      | UT   | 41° 07′ 26″ N, 111° 58′ 22″ O           | AFMC                            |         | 75th Air Base Wing (en)388th Fighter Wing (ACC) 419th Fighter Wing (en) (AFRC) 748th Supply Chain Management Group                                                             | L'un des trois complexes de logistique aérienne de l'AFMC. Le complexe logistique aérien d'Ogden est le principal dépôt de soutien pour les ICBM Minuteman III, A-10, B-2, F-16 et Minuteman III. Il assure la maintenance au niveau du dépôt de ces systèmes d'armes. La 388th Fighter Wing et la 419th Fighter Wing utilisent des avions F-16 Fighting Falcon; la 388th FW était la première unité opérationnelle de F-16 et Hill AFB, la première base opérationnelle de F-16 en 1978. |
| Holloman Air Force Base             | Alamogordo                 | NM   | 32° 51′ 09″ N, 106° 06′ 23″ O           | ACC                             |         | 49th Wing 96th Test Group (en) (AFMC) | 12th Air Force. Opère des F-22 Raptor. Entraîne les pilotes et les opérateurs de MQ-1 Predator et MQ-9 Reaper. Unité d'entraînement de l'armée de l'air allemande. Centre d'entraînement tactique de l'armée de l'air allemande. Des centaines de militaires de l'armée de l'air allemande et 12 Panavia Tornados sont affectés sur la base pour y suivre un entraînement tactique avancé avant de rentrer en Allemagne. |
| Hurlburt Field                      | Mary Esther                | FL   | 30° 25′ 40″ N, 86° 41′ 22″ O            | AFSOC                           |         | 1st Special Operations Wing 24th Special Operations Wing (en) 505th Command and Control Wing (en) (ACC)                                                                        | QG de l'Air Force Special Operations Command. Base d'opérations spéciales; les deux SOW planifient et exécutent des opérations spécialisées et d’urgence au niveau mondial. Les aéronefs comprennent des MC-130 Combat Spear; des MQ-1 Predator; des AC-130 Gunship; des CV-22 Osprey. L'ACC 505th CCW doit améliorer les capacités des combattants grâce à des tests de commandement et de contrôle, et contribue à l'élaboration de tactiques et à la formation. Elle fait partie de l'United States Air Force Weapons School. |
| Keesler Air Force Base              | Biloxi                     | MS   | 30° 24′ 41″ N, 88° 55′ 25″ O            | AETC                            |         | 81st Training Wing (en)403d Wing (en) (AFRC) | 2d Air Force. École primaire de formation technique AETC en électronique, telle que la maintenance à large bande, la radio au sol, les technologies de l'information, l'avionique, la cryptographie. La 403d Wing utilise des aéronefs WC-130 Hercules Hurricane Hunter. QG Second Air Force (en). |
| Kirtland Air Force Base             | Albuquerque                | NM   | 35° 02′ 25″ N, 106° 36′ 33″ O           | AFMC                            |         | 377th Air Base Wing (en)150th Fighter Wing (en)(NM ANG) 58th Special Operations Wing (en) (AETC)                                                                               | USAF Nuclear Weapons Center (NWC). Le NWC est le centre d’expertise en matière de systèmes d’armes nucléaires, garantissant la disponibilité d’armes nucléaires sûres et fiables à l’appui de la structure de commandement national. Également la base de formation et les installations de formation du 19th Air Force Special Operations pour les communautés de recherche et de sauvetage au combat de l'ACC. Le 58 SOW exploite les avions de combat MC-130H Talon II, MC-130P Combat Shadow, le HC-130P King, le UH-1N Huey, le HH-60G Pave Hawk et le CV-22 Osprey.                                                               |
| Laughlin Air Force Base             | Del Rio                    | TX   | 29° 21′ 34″ N, 100° 46′ 41″ O           | AETC                            |         | 47th Flying Training Wing | 19th Air Force. Formation de pilote de premier cycle spécialisée (UPT). Elle est la plus grande base de formation de pilote dans l'US Air Force. L'aérodrome gère le plus grand nombre de décollages et d'atterrissages parmi tous les aéroports des États-Unis. Les avions comprennent des T-6 Texan II, des T-1 Jayhawk et des T-38 Talon. |
| Little Rock Air Force Base (en)     | Jacksonville               | AR   | 34° 55′ 01″ N, 92° 08′ 47″ O            | AMC                             |         | 19th Airlift Wing (AMC) 314th Airlift Wing (en) (AETC) 189th Airlift Wing (en) (AR ANG)                                                                                        | Base de transport aérien accueillant des C-130 pour le Air Mobility Command. En outre, seule base d’entraînement sur C-130 Hercules pour le ministère de la Défense formant les pilotes, navigateurs, ingénieurs de vol et chefs de chargement du C-130 de toutes les branches de l’armée américaine ainsi que de 28 pays alliés, en transport aérien tactique et en livraison aérienne. |
| Los Angeles Air Force Base (en)     | El Segundo                 | CA   | 33° 55′ 08,79″ N, 118° 22′ 50,23″ O     | AFSPC                           |         | 61st Air Base Group (en) | Installation non navigante. Space and Missile Systems Center (en) (SMC). Le centre gère la recherche, le développement et l'acquisition de systèmes spatiaux militaires. |
| Air Force Public Affairs Agency     | Wilshire Blvd, Los Angeles | CA   |                                         | Air Force Public Affairs Agency |         | | Fournit une assistance à l'industrie du divertissement en tant que point de contact unique pour des informations et une assistance pour les productions de divertissement ayant des thèmes ou des segments sur l'US Air Force. |
| Luke Air Force Base                 | Glendale                   | AZ   | 33° 32′ 06″ N, 112° 22′ 59″ O           | AETC                            |         | 56th Fighter Wing (en) 944th Fighter Wing (en) (AFRC) | 19th Air Force. Base d'entraînement F-16 Fighting Falcon. |
| MacDill Air Force Base              | Tampa                      | FL   | 27° 50′ 58″ N, 82° 31′ 16″ O            | AMC                             |         | 6th Air Mobility Wing (en)927th Air Refueling Wing (en) (AFRC) | United States Central Command (USCENTCOM) et United States Special Operations Command (USSOCOM). La 6 AMW est une force de 3 000 personnes capable d'assurer le ravitaillement en vol partout dans le monde. Elle est complétée par le 927 ARW, une unité associée de 1 000 personnes de l'AFRC. Les 6 AMW et 927 ARW exploitent des avions de ravitaillement en vol KC-135 Stratotanker. Pour les opérations de transport en commun supplémentaires, la 6 AMW possède des C-37 Gulfstream V. Pour les opérations aériennes de la NOAA: la base accueille des appareils WP-3D Hurricane Hunter.                                         |
| Malmstrom Air Force Base            | Great Falls                | MT   | 47° 30′ 17″ N, 111° 11′ 14″ O           | AFGSC                           |         | 341st Missile Wing | Base déployant des LGM-30G Minuteman III ICBM avec des installations de lancement dans le centre de Montana. |
| Maxwell Air Force Base              | Montgomery                 | AL   | 32° 22′ 45″ N, 86° 21′ 45″ O            | AETC                            |         | 42nd Air Base Wing (en)Air University 908th Airlift Wing (en) (AFRC) 754th Electronic Systems Group (en)                                                                       | QG de l'Air Education and Training Command et de l'Air University. Elle accueille le centre d’éducation militaire commun (JPME) de l’US Air Force. Maintient également la juridiction de Gunter Annex, anciennement Gunter AFS, situé à proximité. La 908th Airlift Wing (908 AW) est une unité locative avec des C-130 Hercules et constitue la seule unité navigante opérationnelle de Maxwell. QG de la Civil Air Patrol (CAP / USAF) |
| McConnell Air Force Base            | Wichita                    | KS   | 37° 37′ 23″ N, 97° 16′ 02″ O            | AMC                             |         | 22nd Air Refueling Wing (en)184th Intelligence Wing (en) (KS ANG) 931st Air Refueling Wing (en) (AFRC)                                                                         | KC-135 Stratotanker. La mission principale est de fournir une portée mondiale en effectuant le ravitaillement en vol et le transport aérien. |
| Minot Air Force Base                | Minot                      | ND   | 48° 24′ 57″ N, 101° 21′ 29″ O           | AFGSC                           |         | 5th Bomb Wing 91st Missile Wing | L'une des deux escadres de B-52 Stratofortress dans l'US Air Force. La 91st Missile Wing exploite les installations de lancement ICBM LGM-30G Minuteman III dans le nord-ouest du Dakota du Nord. |
| Moody Air Force Base                | Valdosta                   | GA   | 30° 58′ 04″ N, 83° 11′ 34″ O            | ACC                             |         | 23rd Wing (en)93rd Air-Ground Operations Wing (en)820th Base Defense Group (en)476th Fighter Group (en) (AFRC)                                                                 | 9th Air Force. A-10 Thunderbolt II. Moody AFB exécute des opérations de soutien aérien rapproché, de protection de la force et de recherche et sauvetage au combat (CSAR) dans le monde entier, au service des intérêts humanitaires, de la sécurité nationale des États-Unis et de la guerre mondiale contre le terrorisme (GWOT). |
| Mountain Home Air Force Base        | Mountain Home              | ID   | 43° 02′ 37″ N, 115° 52′ 21″ O           | ACC                             |         | 366th Fighter Wing | 12th Air Force. F-15E Strike Eagle. La principale mission de Mountain Home est de fournir une puissance de combat et des capacités de soutien au combat afin de répondre aux opérations de contingence mondiales et de les soutenir. |
| Nellis Air Force Base               | Las Vegas                  | NV   | 36° 14′ 10″ N, 115° 02′ 03″ O           | ACC                             |         | 57th Wing (en)99th Air Base Wing (en) 53rd Test and Evaluation Group (en) 505th Test and Evaluation Group 563d Rescue Group 926th Group (en) (AFRC)                            | USAF Warfare Center. Nellis abrite la plus grande et la plus exigeante base d’entraînement aérien au combat du monde. Base de l’escadron de démonstration aérienne de l’US Air Force (Thunderbirds). |
| Offutt Air Force Base               | Bellevue                   | NE   | 41° 07′ 10″ N, 95° 54′ 31″ O            | ACC                             |         | 55th Wing (en) | 12th Air Force. Quartier général de l'U.S. Strategic Command (USSTRATCOM), de l’Air Force Weather Agency (en) et de la 55th Wing de l’ACC. La 55th Wing est responsable de la collecte de renseignements stratégiques au niveau mondial à l'aide du Boeing RC-135. Ancien quartier général de la guerre froide du Strategic Air Command (SAC). |
| Patrick Air Force Base              | Brevard County             | FL   | 28° 14′ 06″ N, 80° 36′ 36″ O            | AFSPC                           |         | 45th Space Wing 920th Rescue Wing (en) (AFRC) | La 45 SW gère tous les lancements de roquettes non habitées à la base aérienne de Cape Canaveral (CCAFS). Ces roquettes comprennent des satellites pour l'armée américaine et le National Reconnaissance Office, ainsi que des lancements scientifiques de charges utiles à l'appui de la NASA et de gouvernements étrangers. Le 920 RQW, une unité AFRC locataire, comprend des HC-130P et HH-60G et plus de 1 500 aviateurs, formés et équipés pour localiser et récupérer le personnel des forces armées américaines pendant les opérations militaires en temps de paix et en temps de guerre.                                       |
| Peterson Air Force Base             | Colorado Springs           | CO   | 38° 49′ 25″ N, 104° 41′ 42″ O           | AFSPC                           |         | 21st Space Wing 302nd Airlift Wing (en) (AFRC) | QG de l'Air Force Space Command. La 21th SW fournit des alertes de missiles et un contrôle de l’espace au NORAD et au commandement stratégique américain par le biais d’un réseau d’unités de commandement et de contrôle et de capteurs au sol et dans l’espace, exploités par des unités géographiquement séparées à travers le monde. La 302 AW est une unité AFRC de exploitant des avions de transport C-130. |
| Pope Field (en)                     | Fayetteville               | NC   | 35° 10′ 15″ N, 79° 00′ 52″ O            | AMC                             |         | 43rd Airlift Group (en)440th Airlift Wing (en) (AFRC) | Sous la juridiction de l’US Army en raison de la fermeture de l’USAF Pope AFB et de son transfert à l’armée. L’US Air Force est maintenant locataire à Pope et effectue des opérations de transport aérien tactique avec des C-130 Hercules en soutien aux unités aéroportées de l’armée à Fort Bragg en vue de missions de réapprovisionnement aériennes et aériennes. |
| Robins Air Force Base               | Warner Robins              | GA   | 32° 38′ 24″ N, 83° 35′ 30″ O            | AFMC                            |         | 78th Air Base Wing (en)461st Air Control Wing (ACC) 116th Air Control Wing (en) (GA ANG) 689th Combat Communications Wing (en)                                                 | L'un des trois complexes de logistique aérienne de l'AFMC. Le complexe logistique aérien de Warner Robins (en) est le principal dépôt de soutien logistique pour les avions AC-130 / C-130 (et variantes), C-17, E-8, F-15, HH-60, RQ-4 (UAS) et UH-1; et assure la maintenance au niveau des dépôts de ces systèmes d’armes. QG de l'Air Force Reserve Command. |
| Schriever Air Force Base (en)       | Colorado Springs           | CO   | 38° 48′ 12″ N, 104° 31′ 32″ O           | AFSPC                           |         | 50th Space Wing 310th Space Wing (en) (AFRC) | Opérations satellitaires orbitales. Assure le commandement et le contrôle de plus de 170 satellites d'avertissement, de navigation et de communications du Département de la défense. Schriever est également le centre d'opérations du Global Positioning System, la plus grande constellation de satellites militaires au monde. |
| Scott Air Force Base                | Belleville                 | IL   | 38° 32′ 43″ N, 89° 50′ 07″ O            | AMC                             |         | 375th Air Mobility Wing (en)932nd Airlift Wing (en) (AFRC) 126th Air Refueling Wing (en) (IL ANG)                                                                              | QG de l'Air Mobility Command KC-135 Stratotanker de l'ANG. Siège de l'Air Force Network Integration Center (AFNIC), de l'United States Transportation Command (USTRANSCOM) et de l'United States Army Surface Deployment and Distribution Command (SDDC). |
| Seymour Johnson Air Force Base (en) | Goldsboro                  | NC   | 35° 20′ 22″ N, 77° 57′ 38″ O            | ACC                             |         | 4th Fighter Wing 916th Air Refueling Wing (en) (AFRC) | 9th Air Force. Fournit des F-15E Strike Eagle déployables dans le monde entier et du personnel capable d'exécuter des missions de en appui de l'Aerospace Expeditionary Force. L’escadre fournit également un soutien logistique à une unité Stratotanker KC-135 de l'Air Force Reserve Command. |
| Shaw Air Force Base                 | Sumter                     | SC   | 33° 58′ 23″ N, 80° 28′ 22″ O            | ACC                             |         | 20th Fighter Wing | 9th Air Force. Opère des avions de combat F-16 Fighting Falcon. QG de l'ACC Ninth Air Force; de l'United States Air Forces Central (USCENTAF) et de l'United States Army Central (USARCENT)/ |
| Sheppard Air Force Base             | Wichita Falls              | TX   | 33° 59′ 20″ N, 98° 29′ 31″ O            | AETC                            |         | 82nd Training Wing80th Flying Training Wing (en) | 2d Air Force. Unité de formation technique AETC; La 19th Air Force et la 80th FTW dirigent le programme de formation de pilotes d'avion interarmées Euro-OTAN (ENJJPT), le seul programme d'entraînement au pilotage multinational et contrôlé au monde ayant pour objectif de produire des pilotes de combat pour l'USAF et l'OTAN. |
| Thule Air Base                      | Groenland (Denmark)        |      | 76° 31′ 52″ N, 68° 42′ 12″ O            | AFSPC                           |         | 821st Air Base Group | La plus au nord des installations de l'US Air Force. Sous le contrôle opérationnel de la 21st Space Wing, de la base aérienne Peterson. Alerte antimissile, surveillance de l'espace et contrôle de l'espace pour le NORAD et de l'Air Force Space Command. |
| Tinker Air Force Base               | Oklahoma City              | OK   | 35° 24′ 53″ N, 97° 23′ 12″ O            | AFMC                            |         | 72nd Air Base Wing (en)552d Air Control Wing (en)507th Air Refueling Wing (en) (AFRC) 38th Cyberspace Engineering Installation Group                                           | L'un des trois complexes de logistique aérienne de l'AFMC. Le complexe logistique aérien d'Oklahoma City (en) est le principal dépôt de soutien logistique pour les avions B-1, B-2, B-52, KC-135 et E-3 et assure la maintenance au niveau du dépôt de ces systèmes d'armes. L'Air Force Sustainment Center est également basé ici. La 552d Air Control Wing exploite l’appareil E-3 Sentry AWACS. |
| Tonopah Test Range Airport (en)     | Tonopah                    | NV   | 37° 47′ 41″ N, 116° 46′ 43″ O           | ACC                             |         | 30th Reconnaissance Squadron (en) (ACC) | La 30th RS exploite des drone RQ-170 Sentinel sous le commandement de la 432d Wing (en) basée à Creech Air Force Base (en). |
| Travis Air Force Base               | Fairfield                  | CA   | 38° 15′ 46″ N, 121° 55′ 39″ O           | AMC                             |         | 60th Air Mobility Wing (en)349th Air Mobility Wing (en) (AFRC) | La 60e AMW est la plus grande escadre de l'Air Force's Air Mobility Command, avec une flotte de C-5 Galaxies, de KC-10 Extenders et d'avions C-17 Globemaster III assurant le transport aérien dans le monde entier. |
| Tyndall Air Force Base              | Panama City                | FL   | 30° 04′ 43″ N, 85° 34′ 35″ O            | AETC                            |         | 325th Fighter Wing (en)53rd Weapons Evaluation Group (en)CONR-AFNORTH (en) (ACC)                                                                                               | 19th Air Force. Le 325th FW dispense une formation sur la domination aérienne aux pilotes, personnels de maintenance et responsables des F-22A Raptor et F-35A Lightning II. Le CONR-AFNORTH (en), assure la surveillance et le contrôle de l'espace aérien et dirige toutes les activités de défense aérienne pour la zone continentale des États-Unis. |
| United States Air Force Academy     | Colorado Springs           | CO   | 38° 59′ 25″ N, 104° 51′ 30″ O           |                                 |         | 10th Air Base Wing (en)306th Flying Training Group (en) | USAF Federal military academy. L'académie propose un programme de quatre ans avec un baccalauréat sciences. Les diplômés sont nommés sous-lieutenants dans l'armée de l'air. La 10th ABW fournit des services de soutien académique; La 306th FTG est l'unité de formation de pilotage de l'AETC. |
| Vance Air Force Base                | Enid                       | OK   | 36° 20′ 22″ N, 97° 55′ 02″ O            | AETC                            |         | 71st Flying Training Wing (en) | 19th Air Force. Formation de pilotes de premier cycle (UPT). Les avions comprennent les T-6 Texan II, les T-1 Jayhawk et les T-38 Talon |
| Vandenberg Air Force Base           | Lompoc                     | CA   | 34° 43′ 57″ N, 120° 34′ 05″ O           | AFSPC                           |         | 30th Space Wing (en)381st Training Group (en) | Lance des satellites en orbite depuis la côte ouest. Le personnel de l'escadre appuie également le programme d'évaluation du développement de la force de missiles balistiques intercontinentaux LGM-30G Minuteman III. |
| Whiteman Air Force Base             | Knob Noster                | MO   | 38° 43′ 49″ N, 93° 32′ 53″ O            | AFGSC                           |         | 509th Bomb Wing 131st Bomb Wing (en) (MO ANG) 442nd Fighter Wing (en) (AFRC)                                                                                                   | Exploite des bombardiers furtifs B-2 Spirit conçus pour être utilisés pour frapper des cibles de grande valeur qui sont soit hors de portée des aéronefs conventionnels, soit considérées comme trop défendues pour que les aéronefs conventionnels puissent frapper sans risque élevé de perte. Soutient également les opérations des A-10 Thunderbolt II de l'Air Force Reserve. |
| Wright-Patterson Air Force Base     | Dayton                     | OH   | 39° 49′ 23″ N, 84° 02′ 58″ O            | AFMC                            |         | 88th Air Base Wing (en)445th Airlift Wing (en) (AFRC) 591st Supply Chain Management Group                                                                                      | QG de l'Air Force Materiel Command. Wright-Patterson est le siège de l'Aeronautical Systems Center (en) (ASC); de l'Air Force Global Logistics Support Center (en) (AFGSC) et de l'Air Force Research Laboratory (AFRL). C'est également la base d'attache de la 445th Airlift Wing (en), une unité dotée de l'aéronef lourd C-17 Globemaster III. Accueille également le National Museum of the United States Air Force. |

## DoD Joint Bases
Les bases communes (DoD Joint Bases) ont été établies conformément à la législation du Congrès mettant en œuvre les recommandations du Base Realignment and Closure de 2005. La loi a ordonné la consolidation de plusieurs installations militaires en une seule base commune à la suite de l'adoption de la loi. La juridiction a été désignée par le DoD. La plupart des installations étaient géographiquement adjacentes ; d'autres étaient dans la même zone,.
| Nom                                                                            | Lieu                        | Coordonnées                   | Commandement | Emblème de l'unité de l'USAF | Unités | Observations |
| ------------------------------------------------------------------------------ | --------------------------- | ----------------------------- | ------------ | ---------------------------- | --- | --- |
| Joint Base Anacostia–Bolling (en) (Bolling Air Force Base (en))                | Washington, D.C.            | 38° 50′ 34″ N, 77° 00′ 58″ O  | AFGSC        |                              | | Sous juridiction de la Navy américaine. Fusion de Bolling AFB et de l'USN Naval Support Facility Anacostia. Installation non navigante. La base doit répondre aux besoins administratifs du personnel de l'US Air Force du Pentagone et des autres bureaux de l'US Air Force du Département de la Défense,. |
| Joint Base Andrews (Andrews Air Force Base)                                    | Camp Springs, Maryland      | 38° 48′ 39″ N, 76° 52′ 01″ O  | AMC          |                              | 11th Wing (en)89th Airlift Wing 459th Air Refueling Wing (en) (AFRC) | Sous juridiction de l'US Air Force. Fusion de l'Andrews AFB et de l'USN Naval Air Facility Washington. La mission principale de la USAF à Andrews est celle du 89th Airlift Wing Special Air Mission, qui assure un soutien logistique et fournit des moyens de communications pour le président, le vice-président et les autres hauts responsables américains. Air Force One est affecté à la 89th AW. La 459th ARW (AFRC) utilise des KC-135 Stratotanker,.                                                                                    |
| Joint Base Charleston (en) (Charleston Air Force Base)                         | Charleston, Caroline du Sud | 32° 53′ 55″ N, 80° 02′ 26″ O  | AMC          |                              | 628th Air Base Wing (en) 437th Airlift Wing (en) 315th Airlift Wing (en) (AFRC) | Sous juridiction de l'US Air Force. Fusion de la base aérienne Charleston AFB et de l’USN Charleston La 437th Airlift Wing (en) déploie des appareils de transport lourd C-17 Globemaster III à l'échelle mondiale. Soutient les opérations de la 315th Airlift Wing (en). |
| Joint Base Elmendorf–Richardson (Elmendorf Air Force Base)                     | Anchorage                   | 61° 15′ 05″ N, 149° 48′ 23″ O | PACAF        |                              | 673d Air Base Wing (en)3d Wing 176th Wing (en) (AK ANG) | Sous juridiction de l'US Air Force. Fusion de l'US Air Force Elmendorf AFB et de Fort Richardson Les chasseurs F-22 Raptor de la 3d Wing défendent les intérêts des États-Unis dans la région Asie-Pacifique et dans le monde. La 176th Wing exploite huit avions C-130H Hercules. QGl de l'Eleventh Air Force, du DOD Alaskan Command (en)(ALCOM), et de la région de NORAD de l'Alaska, |
| Joint Base Langley–Eustis (en) (Langley Air Force Base)                        | Hampton, Virginie           | 37° 04′ 58″ N, 76° 21′ 38″ O  | ACC          |                              | 633d Air Base Wing (en)1st Fighter Wing 480th Intelligence, Surveillance and Reconnaissance Wing (en) 192nd Fighter Wing (en) (VA ANG)                                                                          | Sous juridiction de l'US Air Force. Fusion de Langley AFB et de Fort Eustis. Les F-22 Raptor du 1st Fighter Wing, défendent les intérêts des États-Unis dans le monde entier. La 480th ISR Wing utilise le système d’armes "Sentinel", menant des activités d’imagerie, de cryptologie, de renseignement et des mesures. QG de l'Air Combat Command (ACC). |
| Joint Base Lewis–McChord (en) (McChord Field)                                  | Tacoma, Washington          | 47° 08′ 51″ N, 122° 28′ 46″ O | AMC          |                              | 627th Air Base Group 62d Airlift Wing 446th Airlift Wing (en) (AFRC) Western Air Defense Sector (en) (WA ANG)                                                                                                   | Sous la juridiction de l'US Air Force. Fusion de Fort Lewis et de McChord AFB. La 62d Airlift Wing déploie des C-17 Globemaster III à travers le monde pour effectuer des largages; et effectue également les missions de réapprovisionnement de l'Antarctique,. |
| Joint Base McGuire-Dix-Lakehurst (McGuire Air Force Base)                      | Trenton                     | 40° 01′ 09″ N, 74° 31′ 22″ O  | AMC          |                              | 87th Air Base Wing (en)108th Wing (en) (NJ ANG) 305th Air Mobility Wing (en) 514th Air Mobility Wing (en) (AFRC) 621st Contingency Response Wing (en)                                                           | Sous juridiction de l'US Air Force. Composants de l'USAF: La 305th Air Mobility Wing (en) et la 514th Air Mobility Wing (en) exploitent des C-17 Globemaster III qui mènent des missions mondiales de transport aérien stratégique et de ravitaillement en vol. La base accueille également la 621st Contingency Response Wing (en) et la 108th Wing (en). |
| Joint Base Pearl Harbor–Hickam (Hickam Air Force Base)                         | Honolulu                    | 21° 20′ 59″ N, 157° 57′ 31″ O | PACAF        |                              | 15th Wing 154th Wing (en) (HI ANG) | Sous juridiction de la marine américaine. Fusion de l'Hickam AFB et de la base navale de Pearl Harbor. La 15th Wing déploie des F-22 Raptor dans le Pacifique et au-delà. QG de l'United States Pacific Air Forces et de la Thirteenth Air Force,. |
| Joint Base San Antonio (en) (Lackland Air Force Base, Randolph Air Force Base) | San Antonio                 | 29° 26′ 56″ N, 98° 26′ 56″ O  | AETC         |                              | 67th Cyberspace Wing (en)502d Air Base Wing (en)340th Flying Training Group (en) (AFRC) 433rd Airlift Wing (en) (AFRC) 149th Fighter Wing (en) (TX ANG) 624th Operations Center (en) 688th Cyberspace Wing (en) | Sous juridiction de l'US Air Force. Fusion de la base aérienne de Lackland, de la base aérienne de Randolph et de Fort Sam Houston. La 12th Flying Training Wing (en) de Randol AFB dispense une formation spécialisée de premier cycle aux pilotes (UPT). Les aéronefs comprennent des T-6 Texan II, des T-1 Jayhawk et des T-38 Talon. La base aérienne de Lackland offre une formation de base aux nouveaux aviateurs et soutient les opérations aériennes de la 149th FW et de la 433d AW sur Kelly Field Annex (anciennement la Kelly AFB),. |
| Joint Region Marianas (en) (Andersen Air Force Base)                           | Guam                        | 13° 34′ 52″ N, 144° 55′ 28″ E | PACAF        |                              | 36th Wing | Sous juridiction de la Navy. Fusion de la base navale de Guam et de la base d'Andersen. La 36th Wing prend en charge les aéronefs en transit utilisant Andersen pour des opérations de formation. (Aucun avion permanent affecté),. |

## L'US Air Force en Europe et en Afrique
USAF air component for U.S. European Command (EUCOM). L'USAFE dispose de sept bases d'opérations principales et de 88 emplacements séparés géographiquement.
| Nom                                      | Lieu        | Coordonnées                       | Emblème de l'unité | Unités | Observations |
| ---------------------------------------- | ----------- | --------------------------------- | ------------------ | --- | --- |
| Ankara Support Facility                  | Turquie     |                                   |                    | 39th Air Base Wing (en) 717th Air Base Squadron | Exploite le centre de soutien d’Ankara qui fournit un appui à la communauté américaine de la région d’Ankara, comprenant la communauté militaire et l’ambassade américaine. |
| Aviano Air Base                          | Italie      | 46° 01′ 53″ N, 12° 35′ 49″ E      |                    | 31st Fighter Wing | F-16 Fighting Falcon soutenant l'OTAN et les déploiements de l'US Air Forces Central. |
| Base aérienne de Büchel                  | Allemagne   | 50° 10′ 35″ N, 7° 03′ 28″ E       |                    | 52d Fighter Wing | 702nd Munitions Support Squadron. |
| Base aérienne de Chièvres                | Belgique    | 50° 35′ 09,58″ N, 3° 50′ 37,47″ E |                    | 86th Airlift Wing | Principalement utilisée pour fournir un soutien logistique au siège de l'OTAN et au SHAPE. |
| Ghedi Air Base                           | Italie      | 45° 25′ 52,57″ N, 10° 16′ 48,4″ E |                    | 52d Fighter Wing | 704th Munitions Support Squadron. |
| Incirlik Air Base                        | Turquie     | 37° 00′ 07″ N, 35° 25′ 33″ E      |                    | 39th Air Base Wing (en) | Aucun avion permanent affecté. Soutient les avions de l'USAF/OTAN déployés dans le sud de l'Europe. |
| Izmir Air Station                        | Turquie     | 38° 27′ 27″ N, 27° 10′ 13″ E      |                    | 39th Air Base Wing (en)425th Air Base Squadron | Aucun avion permanent affecté. Soutient le personnel américain affecté dans plus de 20 sites en Turquie. Effectue tout ce qui est normalement accompli par une escadre, à l'exception des opérations. La base aérienne d'Izmir est la plus ancienne base de l'OTAN en Turquie. |
| Base aérienne de Kleine-Brogel           | Belgique    | 51° 10′ 10,5″ N, 5° 28′ 19″ E     |                    | 52d Fighter Wing | 701st Munitions Support Squadron. |
| Base aérienne de Lajes                   | Portugal    | 38° 45′ 42″ N, 27° 05′ 26″ O      |                    | 65th Air Base Group | Unité non navigante; Assistance pour les aéronefs en transit effectuant des traversées transatlantiques. Au cours des dernières années, le trafic a diminué à mesure que l’armée de l’air américaine s’orientait vers des méthodes de ravitaillement en vol, laissant l’aérodrome dépourvu d’aéronefs en activité pendant un certain temps. Cependant, l'importance stratégique du site le maintiendra probablement actif pendant de nombreuses années.                     |
| Base aérienne de Morón                   | Espagne     |                                   |                    | 86th Airlift Wing 496th Air Base Squadron (en) | |
| Base aérienne de l'OTAN de Geilenkirchen | Allemagne   |                                   |                    | Logistics Wing | |
| Base aérienne de Pápa                    | Hongrie     |                                   |                    | Heavy Airlift Wing | La base aérienne de Pápa a été choisie pour accueillir la part opérationnelle du Strategic Airlift Capability (en), l'Heavy Airlift Wing. L'unité est arrivée sur la base aérienne de Pápa en octobre 2008. |
| RAF Alconbury                            | Royaume-Uni | 52° 22′ 15,27″ N, 0° 13′ 36,94″ O |                    | 501st Combat Support Wing423d Air Base Group (en) | Fournit un appui permettant le renseignement et les communications de la RAF Alconbury, la RAF Molesworth et de Stavanger, en Norvège. |
| RAF Croughton                            | Royaume-Uni |                                   |                    | 501st Combat Support Wing 422d Air Base Group | Fournit un soutien permettant des communications et les opérations d'ordre mondiale sur la RAF Croughton, la RAF Fairford et la RAF Welford. |
| RAF Fairford                             | Royaume-Uni |                                   |                    | 501st Combat Support Wing420th Air Base Squadron | Aérodrome de secours. |
| RAF Feltwell                             | Royaume-Uni |                                   |                    | 48th Fighter Wing 100th Air Refueling Wing 501st Combat Support Wing352nd Special Operations Wing (en)(AFSOC)                                                                                                   | Unité d'accueil et de soutien pour le personnel de la RAF Lakenheath. |
| RAF Fylingdales                          | Royaume-Uni | 54° 21′ 28,42″ N, 0° 40′ 12,37″ O |                    | 501st Combat Support Wing | Site commun de renseignement et de communication du Royaume-Uni et des États-Unis. |
| RAF Lakenheath                           | Royaume-Uni | 52° 24′ 30″ N, 0° 33′ 24″ E       |                    | 48th Fighter Wing | Les F-15 Eagle et les F-15E Strike Eagle soutiennent l'OTAN et les déploiements de l'US Air Force, il s'agit du seul escadron de F-15 en Europe. Accueille également des hélicoptères de recherche et de sauvetage HVE-60G PAVEHawk. Dernière unité de l'USAFE encore active à être installée en France (1952-1960). A reçu la désignation officielle « Statue de la Liberté » (Statue De La Liberté) le 4 juillet 1954 alors qu'elle était stationné à Chaumont en France. |
| RAF Menwith Hill                         | Royaume-Uni |                                   |                    | 501st Combat Support Wing421st Air Base Group | Site commun de renseignement et de communication du Royaume-Uni et des États-Unis. |
| RAF Mildenhall                           | Royaume-Uni | 52° 21′ 54″ N, 0° 28′ 51″ E       |                    | 100th Air Refueling Wing 501st Combat Support Wing 352nd Special Operations Wing (en) (AFSOC) | Fournit des KC-135 en appui de l'OTAN et des déploiements de l'US Air Force. Il s'agit de la seule unité américaine de ravitaillement en vol d'Europe. Également un important hub de l'Air Mobility Command pour le Royaume-Uni. Mildenhall sert de pont entre les États-Unis, l’Europe et le Moyen-Orient, permettant aux aéronefs de se ravitailler en vol ou de s'avitailler sur le terrain avant de continuer vers leur destination. QG de la Third Air Force (en).     |
| RAF Molesworth                           | Royaume-Uni |                                   |                    | 501st Combat Support Wing423d Air Base Group (en) | Centre d'analyse du renseignement,. |
| RAF Welford                              | Royaume-Uni |                                   |                    | 501st Combat Support Wing420th Munitions Squadron | Fournit un soutien à la RAF Croughton, la RAF Fairford et la RAF Welford. |
| Ramstein Air Base                        | Allemagne   | 49° 26′ 38,1″ N, 7° 36′ 08,13″ E  |                    | HQ United States Air Forces in Europe (USAFE) HQ United States Air Forces Africa (AFAFRICA) Third Air Force (en)86th Airlift Wing 435th Air Ground Operations Wing (en) 521st Air Mobility Operations Wing (en) | L'USAFE & AFAFRICA fournissent un service en relayant les équipements sur les champs de bataille et les zones de guerre, et en relayant les patients vers les États-Unis ou vers le centre médical Landstuhl à proximité. Principal hub aérien de l'Air Mobility Command pour l'USAFE. La 86th AW est la plus vieille unité en service continu de l'USAFE (du 20 août 1946 à ce jour).                                                                                      |
| Spangdahlem Air Base                     | Allemagne   | 49° 58′ 33″ N, 6° 41′ 50″ E       |                    | 52d Fighter Wing | Héberge des F-16 Fighting Falcon et des A-10 Thunderbolt II en soutien à l'OTAN et aux déploiements des États-Unis. |
| Stavanger Air Station                    | Norvège     |                                   |                    | 501st Combat Support Wing426th Air Base Squadron | Fournit un soutien au personnel du Joint Warfare Centre (en) (OTAN) et du DoD affecté en Norvège. |
| Base aérienne Volkel-Uden                | Pays-Bas    |                                   |                    | 52d Fighter Wing | 703d Munitions Support Squadron. |

## Pacific Air Forces
La mission principale du PACAF est de fournir aux forces aériennes des forces pour défendre le pays, promouvoir la stabilité, dissuader l’agression et vaincre rapidement les ennemis. Les Joint Bases du DoD en Alaska, à Hawaii et à Guam ne sont pas répertoriées.
| Nom                    | Lieu              | Coordonnées                   | Emblème de l'unité | Unités                                                                           | Observation |
| ---------------------- | ----------------- | ----------------------------- | ------------------ | -------------------------------------------------------------------------------- | --- |
| Eielson Air Force Base | Fairbanks, Alaska | 64° 39′ 56″ N, 147° 06′ 05″ O |                    | 354th Fighter Wing 168th Wing (en) (AK ANG)                                      | Accueille des F-16 servant d'agresseurs Red Flag pour l'entraînement. Accueille également une unité de ravitaillement en vol de la Garde nationale,. |
| Kadena Air Base        | Japon             | 26° 21′ 06″ N, 127° 46′ 10″ E |                    | 18th Wing 353rd Special Operations Group (en) (AFSOC)                            | Les F-15 Eagle assurent des opérations de défense aérienne sur le Japon et l'Asie de l'Est. La 18th Wing effectue également des ravitaillements en vol avec des KC-135 et des opérations de commandement et de contrôle aéroportées à l'aide d'E-3B, en plus des opérations d'hélicoptères de recherche et de sauvetage avec des PAVEHawk HH-60G. Le 353d SOG fournit une capacité d'opérations spéciales au PACAF. |
| Kunsan Air Base        | Corée du Sud      | 35° 54′ 13″ N, 126° 36′ 57″ E |                    | 8th Fighter Wing                                                                 | Les F-16 Fighting Falcon assurent la défense de la Corée du Sud. |
| Misawa Air Base        | Japon             | 40° 42′ 19″ N, 141° 22′ 19″ E |                    | 35th Fighter Wing                                                                | Les F-16 Fighting Falcon assurent des opérations de défense aérienne au dessus du Japon. |
| Osan Air Base          | Corée du Sud      | 37° 05′ 26″ N, 127° 01′ 47″ E |                    | 51st Fighter Wing 694th Intelligence, Surveillance and Reconnaissance Group (en) | Les F-16 Fighting Falcon assurent la défense aérienne de la Corée du Sud et les A-10 Thunderbolt II apportent un support aux forces terrestres. QG de la Seventh Air Force |
| Yokota Air Base        | Japon             | 35° 44′ 55″ N, 139° 20′ 55″ E |                    | 374th Airlift Wing                                                               | Les C-130 Hercules assurent des opérations de transport dans l'Ouest Pacifique. QG de la Fifth Air Force |

## United States Air Forces Central
La principale mission des unités affectées à la United States Air Forces Central (USAFCENT) consiste à appuyer la guerre mondiale contre le terrorisme en fournissant un appui aérien aux forces américaines et de la coalition sur le terrain.
Les unités et stations divulguées publiquement sont énumérées ci-dessous:
| Nom                                     | Lieu                | Coordonnées                        | Emblème de l'unité | Unités                                                                                                 | Observations |
| --------------------------------------- | ------------------- | ---------------------------------- | ------------------ | --- | --- |
| Base aérienne Al Dhafra                 | Émirats arabes unis | 24° 14′ 53″ N, 54° 32′ 51″ E       |                    | 380th Air Expeditionary Wing (en)363d Flying Training Group (en) (ACC)                                 | Base de déploiement AFCENT. Effectue des activités de renseignement, de surveillance, de reconnaissance et de ravitaillement en vol à l'appui des opérations New Dawn et Enduring Freedom et de la Combined Joint Task Force-Horn of Africa. Le 363d Flying Training Group (en) de la Ninth Air Force facilite la formation au pilotage d'aviateurs de divers pays,. |
| Al Udeid Air Base                       | Qatar               | 25° 07′ 02″ N, 51° 18′ 53″ E       |                    | 379th Air Expeditionary Wing (en)64th Air Expeditionary Group (en)                                     | Base de déploiement AFCENT. Fournit la force aérienne de combat et le soutien au combat pour les opérations Iraqi Freedom, Enduring Freedom et Joint Task Force Horn of Africa. Al Udeid est le quartier général avancé de l'United States Central Command, ainsi que du 83d Expeditionary Air Group de la Royal Air Force. La base est fréquemment utilisée comme base de rassemblement pour les unités aériennes transférées en Irak,                                                         |
| Ali Al Salem Air Base (en)              | Koweït              | 29° 20′ 48″ N, 47° 31′ 14″ E       |                    | 386th Air Expeditionary Wing (en)387th Air Expeditionary Group (en)                                    | Base de déploiement AFCENT. Principale plateforme de transport aérien tactique pour les missions de ravitaillement appuyant les opérations de la coalition en Irak et fournissant un soutien aux forces de la composante terrestre dans la région du golfe Persique et en Irak. La 387th AEOG fournit un soutien et une intégration des opérations de base aux forces de la coalition et aux entrepreneurs civils.                                                                              |
| Base aérienne de Bagram                 | Afghanistan         | 34° 56′ 46″ N, 69° 15′ 54″ E       |                    | 455th Air Expeditionary Wing (en)755th Air Expeditionary Group                                         | Fournit à la Force internationale d'assistance à la sécurité une puissance aérienne réactive dans le cadre de l'opération Enduring Freedom. Construite pour la première fois lors de l'invasion soviétique de l'Afghanistan, la base a depuis été grandement améliorée. Les États-Unis ont dépensé plus de 200 millions de dollars pour améliorer Bagram et la base comprend désormais des magasins, des restaurants, des complexes de loisirs et des logements pour des milliers de personnes. |
| Aéroport international de Kaboul        | Afghanistan         | 34° 33′ 56″ N, 69° 12′ 39″ E       |                    | 438th Air Expeditionary Wing (en)438th Air Expeditionary Advisory Group (en)                           | Fournit à la Force internationale d'assistance à la sécurité une puissance aérienne réactive dans le cadre de l'opération Enduring Freedom. |
| Aéroport international de Kandahar      | Afghanistan         | 31° 30′ 21″ N, 65° 50′ 52″ E       |                    | 451st Air Expeditionary Group (en)651st Air Expeditionary Group 738th Air Expeditionary Advisory Group | Fournit à la Force internationale d'assistance à la sécurité une puissance aérienne réactive dans le cadre de l'opération Enduring Freedom. Le 73t8h AEAG est une composante détachée du 438th AEW de Kaboul,. |
| Isa Air Base                            | Bahreïn             | 25° 55′ 05″ N, 50° 35′ 26″ E       |                    | Detachment du 379th Air Expeditionary Wing                                                             | Hub logistique. |
| Base aérienne de Shindand               | Afghanistan         | 33° 23′ 28,79″ N, 62° 15′ 39,51″ E |                    | 838th Air Expeditionary Advisory Group                                                                 | En cours de développement pour devenir une base d'entraînement majeure pour l'armée de l'air afghane. La 838th AEAG est une composante détachée de la 438th AEW de Kaboul,. |
| RAFO Thumrait (en)                      | Oman                | 17° 39′ 56″ N, 54° 01′ 28″ E       |                    | 405th Air Expeditionary Wing (en)                                                                      | Base de déploiement de l'AFCENT. Assure notamment des opérations de ravitaillement. |
| Base aérienne de Manas (Fermée en 2014) | Kirghizistan        | 43° 03′ 01″ N, 74° 28′ 10″ E       |                    | 376th Air Expeditionary Wing (en)                                                                      | La base est le principal point de transit pour les troupes entrant et sortant d'Afghanistan. De nombreux soldats la surnomment "la porte de l'enfer". Le site est équipé de tout le confort, notamment de jeux vidéo, de cafés Internet et d’Internet sans fil. |

## Air National Guard & Air Force Reserve
Les unités de l'Air National Guard sont des forces militaires de réserve reconnues par le gouvernement fédéral. Elles relèvent du gouverneur de leur État ou territoire (Porto Rico, Guam, Iles Vierges) ou du général commandant du district de Columbia. Chacune des 54 organisations de la Garde nationale aérienne est supervisée par l'adjudant général de l'État ou du territoire,
Les unités de l'Air Force Reserve sont alignées sous les Fourth Air Force (en), Tenth Air Force et Twenty-Second Air Force (en) de l'Air Force Reserve Command. Le commandement comprend des unités de chasse, de ravitaillement en vol et de transport aérien.
| Nom                                                                                                 | Lieu                                | Coordonnées                          | État   | Emblème de l'unité | Unité                                                         | Observations |
| --------------------------------------------------------------------------------------------------- | ----------------------------------- | ------------------------------------ | ------ | ------------------ | ------------------------------------------------------------- | --- |
| Abston Air National Guard Station                                                                   | Montgomery, Alabama                 | 32° 21′ 22″ N, 86° 20′ 48″ O         | AL ANG |                    | 226th Combat Communications Group (en)                        | Unité de communication et de lutte cybernetique |
| Atlantic City International Airport                                                                 | Atlantic City, New Jersey           | 39° 26′ 53″ N, 74° 34′ 54″ O         | NJ ANG |                    | 177th Fighter Wing (en)                                       | Exploite des F-16 Fighting Falcon. Contrôle opérationnel exercé par la First Air Force (en) / AFNORTH pour la mission de défense aérienne dans le cadre de l'opération Noble Eagle. |
| Bangor Air National Guard Base (en), Bangor International Airport                                   | Bangor, Maine                       | 44° 48′ 51″ N, 68° 49′ 51″ O         | ME ANG |                    | 101st Air Refueling Wing                                      | Opère des KC-135 Stratotanker sous l'égide du 21st Expeditionary Mobility Task Force. |
| Westfield-Barnes Regional Airport (en)                                                              | Westfield, Massachusetts            | 42° 09′ 56″ N, 72° 43′ 14″ O         | MA ANG |                    | 104th Fighter Wing                                            | Opère des chasseurs de supériorité aérienne F-15 Eagle. |
| Beightler Armory                                                                                    | Columbus, Ohio                      | 40° 05′ 18″ N, 83° 04′ 01″ O         | OH ANG |                    | QG de l'Ohio Air National Guard (en)                          | [ 119 ] |
| Berry Field Air National Guard Base, Nashville International Airport                                | Nashville, Tennessee                | 36° 07′ 36″ N, 86° 40′ 55″ O         | TN ANG |                    | 118th Wing (en)                                               | Opère des C-130 Hercules notamment en missions d'entraînement. |
| Birmingham Air National Guard Base, Birmingham–Shuttlesworth International Airport                  | Birmingham, Alabama                 | 33° 33′ 50″ N, 86° 45′ 08″ O         | AL ANG |                    | 117th Air Refueling Wing (en)                                 | Exploite des KC-135 Stratotanker, effectue des missions de ravitaillement en vol et de transport aérien dans le monde entier. |
| Bradley Air National Guard Base, Bradley International Airport                                      | Windsor Locks, Connecticut          | 41° 56′ 20″ N, 72° 41′ 00″ O         | CT ANG |                    | 103d Airlift Wing (en)                                        | Opère des C-21a Cougar pour des missions de transport aéromédical. |
| Burlington Air National Guard Base, Burlington International Airport                                | Burlington, Vermont                 | 44° 28′ 22″ N, 73° 08′ 48″ O         | VT ANG |                    | 158th Fighter Wing (en)                                       | Exploite des F-16 Fighting Falcon. Contrôle opérationnel exercé par la First Air Force (en) / AFNORTH pour la mission de défense aérienne dans le cadre de l'opération Noble Eagle. |
| Camp Mabry (en)                                                                                     | Austin, Texas                       | 30° 19′ 04″ N, 97° 45′ 38″ O         | TX ANG |                    | QG de la Texas Air National Guard (en)                        | [ 124 ] |
| Capital Airport Air National Guard Station Abraham Lincoln Capital Airport (en)                     | Springfield, Illinois               | 39° 50′ 39″ N, 89° 40′ 41″ O         | IL ANG |                    | 183rd Fighter Wing (en)                                       | Exploite un centre de réparation centralisé. Réparation des moteurs General Electric F110 de la United States Air Force. |
| Channel Islands Air National Guard Station                                                          | Oxnard, Californie                  | 34° 06′ 54″ N, 119° 06′ 37″ O        | CA ANG |                    | 146th Airlift Wing (en)                                       | La station est co-implantée avec la Naval Air Station Point Mugu. La 146th AW utilise des C-130 Hercules. |
| McLaughlin Air National Guard Base (Yeager Airport)                                                 | Charleston, Virginie Occidentale    | 38° 22′ 23″ N, 81° 35′ 35″ O         | WV ANG |                    | 130th Airlift Wing                                            | Opère des C-130 Hercules assigné au 21st Expeditionary Mobility Task Force. |
| Charlotte Air National Guard Base, Aéroport international Charlotte-Douglas                         | Charlotte, Caroline du Nord         | 35° 12′ 58″ N, 80° 55′ 55″ O         | NC ANG |                    | 145th Airlift Wing                                            | Opère des C-130 Hercules dans le cadre de missions d'entraînement. |
| Cheyenne Air National Guard Base, Cheyenne Regional Airport (en)                                    | Cheyenne, Wyoming                   | 41° 09′ 41″ N, 104° 49′ 10″ O        | WY ANG |                    | 153d Airlift Wing (en)                                        | Effectue des missions d'entraînement avec des C-130 Hercules. |
| Clear Air Force Station                                                                             | Denali Borough, Alaska              | 64° 17′ 26″ N, 149° 11′ 13″ O        | AK ANG |                    | 213th Space Warning Squadron (en)                             | La principale mission est de fournir l'alerte rapide concernant les missiles balistiques intercontinentaux (ICBM) et les missiles balistiques lancés depuis des sous-marins (SLBM) au Centre de corrélation de missiles (MCC) du NORAD.                                                               |
| Gulfport Combat Readiness Training Center (en)                                                      | Gulfport, Mississippi               | 30° 24′ 26″ N, 89° 04′ 12″ O         | MS ANG |                    | 255th Air Control Squadron                                    | Accueille les déploiements réguliers d'unités ANG, de l'US Army et de l'US Air Force, et offre un espace aérien offshore entièrement instrumenté (ACMI) pour l'enregistrement des engagements air-air.                                                                                                |
| Montgomery Air National Guard Base, Aéroport régional de Montgomery                                 | Montgomery, Alabama                 | 32° 18′ 16″ N, 86° 24′ 01″ O         | AL ANG |                    | 187th Fighter Wing (en)                                       | Accueille une unité de chasse tactique équipée de F-16 Fighting Falcon. |
| Muñiz Air National Guard Base, Luis Muñoz Marín International Airport                               | San Juan, Porto Rico                | 18° 26′ 22″ N, 66° 00′ 07″ O         | PR ANG |                    | 156th Wing (en)                                               | La mission des C-130 Hercules de la 156th Wing consiste à exécuter la partie tactique de la mission de transport aérien. |
| | Denver, Colorado                    |                                      | AFRC   |                    | Air Reserve Personnel Center (en)                             | Située sur la Buckley Air Force Base. Fournit un soutien administratif à plus de 980 000 membres de l'Air Force Reserve et de l'Air National Guard. |
| Des Moines Air National Guard Base, Des Moines International Airport                                | Des Moines, Iowa                    | 41° 32′ 18″ N, 93° 39′ 34″ O         | IA ANG |                    | 132nd Wing (en)                                               | Unité de chasse tactique employant des F-16 Fighting Falcon. |
| Dobbins Air Reserve Base                                                                            | Marietta, Georgie                   | 33° 54′ 55″ N, 84° 30′ 59″ O         | AFRC   |                    | 94th Airlift Wing (en)                                        | La mission principale est de former les équipages d’aéronefs C-130 Hercules pour les composantes de l’US Air Force. QG de la Twenty-Second Air Force (en) |
| Duke Field (en)                                                                                     | Crestview, Floride                  | 30° 39′ 01″ N, 86° 31′ 22″ O         | AFRC   |                    | 919th Special Operations Wing (en)                            | Seule unité d'opérations spéciales de l'Air Force Reserve, le 919th SOW est déployé dans de nombreuses situations d'urgence à travers le monde. |
| Duluth Air National Guard Base (en), Duluth International Airport (en)                              | Duluth, Minnesota                   | 46° 50′ 32″ N, 92° 11′ 37″ O         | MN ANG |                    | 148th Fighter Wing                                            | Exploite des F-16 Fighting Falcon. Contrôle opérationnel exercé par la First Air Force (en) / AFNORTH pour la mission de défense aérienne dans le cadre de l'opération Noble Eagle. |
| Ellington Field Joint Reserve Base, Ellington Airport (en)                                          | Houston, Texas                      | 29° 36′ 26″ N, 95° 09′ 32″ O         | TX ANG |                    | 147th Attack Wing                                             | Exploite des Predator MQ-1. Contrôle opérationnel exercé par la First Air Force (en) / AFNORTH pour la mission de défense aérienne dans le cadre de l'opération Noble Eagle. |
| Fargo Air National Guard Base Hector International Airport                                          | Fargo, Dakota du Nord               | 46° 55′ 14″ N, 96° 48′ 57″ O         | ND ANG |                    | 119th Wing (en)                                               | Exploite des C-21 Learjet et des MQ-1 Predator. Contrôle opérationnel exercé par la First Air Force (en) / AFNORTH pour la mission de défense aérienne dans le cadre de l'opération Noble Eagle. |
| Forbes Field Air National Guard Base Topeka Regional Airport (en)                                   | Topeka, Kansas                      | 38° 57′ 04″ N, 95° 39′ 57″ O         | KS ANG |                    | 190th Air Refueling Wing (en)                                 | Opère des KC-135 Stratotanker à l’échelle mondiale dans le cadre de la 15th Expeditionary Mobility Task Force. |
| Fort Smith Regional Airport (en)                                                                    | Fort Smith, Arkansas                | 35° 20′ 12″ N, 94° 22′ 03″ O         | AR ANG |                    | 188th Wing (en)                                               | Opère des véhicules aériens sans pilote. |
| Fort Wayne Air National Guard Station (en), Fort Wayne International Airport (en)                   | Fort Wayne, Indiana                 | 40° 58′ 42″ N, 85° 11′ 42″ O         | IN ANG |                    | 122d Fighter Wing (en)                                        | Opère des A-10 Thunderbolt II et se déploie pour répondre aux besoins de l'USAFCENT. |
| Francis S. Gabreski Air National Guard Base (en), Francis S. Gabreski Airport (en)                  | Westhampton Beach, New York         | 40° 50′ 13″ N, 72° 38′ 32″ O         | NY ANG |                    | 106th Rescue Wing (en)                                        | La plus ancienne unité navigante de la Garde nationale aérienne. Exploite des C-130 Hercules et d’autres aéronefs spécialisés dans le cadre de missions de sauvetage. |
| Fresno Air National Guard Base, Aéroport international de Fresno Yosemite                           | Fresno, Californie                  | 36° 46′ 34″ N, 119° 43′ 50″ O        | CA ANG |                    | 144th Fighter Wing (en)                                       | Exploite des F-15C Eagle. Contrôle opérationnel exercé par la First Air Force (en) / AFNORTH pour la mission de défense aérienne dans le cadre de l'opération Noble Eagle. |
| Grand Prairie Armed Forces Reserve Complex (en)                                                     | Grand Prairie, Texas                | 32° 44′ 24″ N, 96° 58′ 12″ O         | TX ANG |                    | 254th Combat Communications Group (en)                        | Installation non navigante. Contrôle opérationnel exercé par la First Air Force (en) / AFNORTH pour la mission de défense aérienne dans le cadre de l'opération Noble Eagle. |
| General Mitchell Air National Guard Base, Aéroport international General Mitchell de Milwaukee      | Milwaukee, Wisconsin                | 42° 56′ 50″ N, 87° 53′ 48″ O         | WI ANG |                    | 128th Air Refueling Wing (en)                                 | Opère des KC-135 Stratotanker sous le contrôle de la 21st Expeditionary Mobility Task Force. |
| Gowen Field Air National Guard Base, Boise Airport                                                  | Boise, Idaho                        | 43° 33′ 52″ N, 116° 13′ 22″ O        | ID ANG |                    | 124th Fighter Wing (en)                                       | Utilise des A-10 Thunderbolt II et se déploie notamment au profit de l'USAFCENT. |
| Great Falls International Airport                                                                   | Great Falls, Montana                | 47° 28′ 55,2″ N, 111° 22′ 14,46″ O   | MT ANG |                    | 120th Airlift Wing (en)                                       | |
| Grissom Air Reserve Base (en)                                                                       | Kokomo, Indiana                     | 40° 38′ 53″ N, 86° 09′ 08″ O         | AFRC   |                    | 434th Air Refueling Wing (en)                                 | La plus grande unité de KC-135 Stratotanker de l'Air Force Reserve Command. |
| Hancock Field Air National Guard Base (en), Syracuse Hancock International Airport                  | Syracuse, New York                  | 43° 06′ 41″ N, 76° 07′ 25″ O         | NY ANG |                    | 174th Attack Wing (en)                                        | Équipée de MQ-9 Reaper pour les missions de collecte de renseignements. Se déploie notamment au profit de l'USAFCENT. |
| Harrisburg Air National Guard Base (en), Harrisburg International Airport                           | Middletown, Pennsylvanie            | 40° 11′ 37″ N, 76° 45′ 48″ O         | PA ANG |                    | 193d Special Operations Wing (en)                             | Exploite des aéronefs Lockheed EC-130 (en). Se déploie notamment au profit de l'USAFCENT. |
| Homestead Air Reserve Base                                                                          | Homestead, Floride                  | 25° 29′ 18″ N, 80° 23′ 01″ O         | AFRC   |                    | 482nd Fighter Wing (en)                                       | Exploite des F-16 Fighting Falcon. |
| Jackson-Evers International Airport                                                                 | Jackson, Mississippi                | 32° 18′ 40″ N, 90° 04′ 33″ O         | MS ANG |                    | 172d Airlift Wing (en)                                        | Exploite des C-17 Globemaster III pour des missions de transport aérien mondial. |
| Jacksonville International Airport                                                                  | Jacksonville, Floride               | 30° 29′ 39″ N, 81° 41′ 16″ O         | FL ANG |                    | 125th Fighter Wing (en)                                       | Exploite des F-15 Eagle. Contrôle opérationnel exercé par la First Air Force (en) / AFNORTH pour la mission de défense aérienne dans le cadre de l'opération Noble Eagle. QG de la Florida Air National Guard (en).                                                                                   |
| Joe Foss Field Air National Guard Station Sioux Falls Regional Airport                              | Sioux Falls, Dakota du Sud          | 43° 34′ 55″ N, 96° 44′ 31″ O         | SD ANG |                    | 114th Fighter Wing (en)                                       | Unité de chasse tactique de F-16 Fighting Falcon déployée notamment au profit de l'USAFCENT. |
| Kellogg Air National Guard Base, W. K. Kellogg Airport                                              | Battle Creek, Michigan              | 42° 18′ 26,2″ N, 85° 15′ 05,3″ O     | MI ANG |                    | 110th Attack Wing (en)                                        | Possède des C-21 Learjet pour des missions d’évacuation aéromédicale. |
| Meridian Regional Airport (en)                                                                      | Meridian, Mississippi               | 32° 19′ 57″ N, 88° 45′ 07″ O         | MS ANG |                    | 186th Air Refueling Wing (en)                                 | Opère des KC-135 Stratotanker dans le cadre de missions mondiales de ravitaillement. Fait partie du 21st Expeditionary Mobility Task Force. |
| Kingsley Field Air National Guard Base (en), Crater Lake–Klamath Regional Airport (en)              | Klamath Falls, Oregon               | 42° 09′ 22″ N, 121° 43′ 59″ O        | OR ANG |                    | 173d Fighter Wing                                             | Entraîne les aviateurs et les pilotes de F-15 Eagle. |
| Lincoln Air National Guard Base (en), Lincoln Airport (en)                                          | Lincoln, Nebraska                   | 40° 51′ 04″ N, 96° 45′ 33″ O         | NE ANG |                    | 155th Air Refueling Wing                                      | Opère des KC-135 Stratotanker dans le cadre de missions mondiales de ravitaillement en vol. |
| Louisville Air National Guard Base Louisville International Airport                                 | Louisville, Kentucky                | 38° 10′ 41″ N, 85° 43′ 29″ O         | KY ANG |                    | 123d Airlift Wing (en)                                        | Opère des C-130 Hercules dans le cadre de missions d'entraînement. |
| Mansfield Lahm Air National Guard Base (en), Mansfield Lahm Regional Airport (en)                   | Mansfield, Ohio                     | 40° 48′ 49″ N, 82° 31′ 00″ O         | OH ANG |                    | 179th Airlift Wing (en)                                       | Opère des C-130 Hercules dans le cadre de missions d'entraînement. |
| March Joint Air Reserve Base                                                                        | Riverside, Californie               | 33° 52′ 50″ N, 117° 15′ 34″ O        | AFRC   |                    | 452nd Air Mobility Wing (en)163d Attack Wing (en) (CA ANG)    | Sa mission est de former et équiper les équipages aériens pour assurer le ravitaillement en vol et le transport aérien stratégique avec des C-17 Globemaster III. La 163d RW de la Garde nationale aérienne exploite des véhicules aérien sans pilote (UAV) MQ-1 Predator. QG Fourth Air Force (en),. |
| McEntire Joint National Guard Base (en)                                                             | Eastover, Caroline du Sud           | 33° 55′ 15″ N, 80° 48′ 04″ O         | SC ANG |                    | 169th Fighter Wing (en)                                       | Unité de chasse tactique F-16 Fighting Falcon déployée notamment au profit de l'USAFCENT. |
| McGhee Tyson Air National Guard Base, McGhee Tyson Airport (en)                                     | Knoxville, Tennessee                | 35° 48′ 39″ N, 83° 59′ 38″ O         | TN ANG |                    | 134th Air Refueling Wing (en)                                 | Opère des KC-135 Stratotanker sous l'égide du 21st Expeditionary Mobility Task Force. Accueille le centre de formation et d'éducation de la Garde nationale aérienne. |
| Memphis Air National Guard Base, Aéroport international de Memphis                                  | Memphis, Tennessee                  | 35° 02′ 33″ N, 89° 58′ 36″ O         | TN ANG |                    | 164th Airlift Wing (en)                                       | Exploite l'avion lourd lourd C-5 Galaxy dans le monde entier. |
| Minneapolis–Saint Paul Joint Air Reserve Station (en), Minneapolis-Saint Paul International Airport | Minneapolis – Saint Paul, Minnesota | 44° 52′ 54″ N, 93° 14′ 01″ O         | AFRC   |                    | 934th Airlift Wing (en)133rd Airlift Wing (en) (MN ANG)       | Assigné à la 10th Air Force. L'AFRES et l'ANG utilisent tous deux des avions C-130 Hercules. |
| Moffett Federal Airfield                                                                            | Mountain View, Californie           | 37° 24′ 54″ N, 122° 02′ 54″ O        | CA ANG |                    | 129th Rescue Wing (en)                                        | La base est sous la juridiction de la Navy. La 129th RQW a pour mission de former et de préparer à mener à bien sa mission de récupération du personnel en temps de guerre, partout dans le monde. Soutient également la fanfare l'Air National Guard de la côte ouest.                               |
| Naval Air Station Joint Reserve Base Fort Worth                                                     | Westworth Village, Texas            | 32° 46′ 09″ N, 97° 26′ 30″ O         | AFRC   |                    | 301st Fighter Wing (en)136th Airlift Wing (en) (TX ANG)       | Sous la juridiction de la Navy. QG de la Tenth Air Force. Accueille les C-130 Hercules de la Garde nationale du Texas,. |
| Naval Air Station Joint Reserve Base Willow Grove (en)                                              | Horsham Township, Pennsylvanie      | 40° 11′ 59″ N, 75° 08′ 53″ O         | PA ANG |                    | 111th Fighter Wing (en)                                       | La base est sous la juridiction de la Navy. Elle déploie des A-10 Thunderbolt II notamment au profit de l'USAFCENT. |
| Naval Air Station Joint Reserve Base New Orleans                                                    | Belle Chasse, Louisiane             | 29° 49′ 31″ N, 90° 02′ 06″ O         | LA ANG |                    | 159th Fighter Wing (en)                                       | La base est sous la juridiction de la Navy. Opère des chasseurs de supériorité aérienne F-15 Eagle notamment au profit de l'USAFCENT. |
| New Castle Air National Guard Base, New Castle Airport                                              | New Castle, Delaware                | 39° 41′ 07″ N, 75° 35′ 57″ O         | DE ANG |                    | 166th Airlift Wing (en)                                       | Opère des C-130 Hercules dans le cadre de missions d'entraînement. |
| Niagara Falls Air Reserve Station (en), Niagara Falls International Airport                         | Niagara Falls, New York             | 43° 06′ 48″ N, 78° 56′ 51″ O         | AFRC   |                    | 914th Air Refueling Wing (en)107th Attack Wing (en) (NY ANG)  | Déploie des C-130 Hercules |
| North Highlands Air National Guard Station                                                          | Sacramento, Californie              | 38° 38′ 24″ N, 121° 24′ 09″ O        | CA ANG |                    | 162d Combat Communications Group                              | Unité non navigante. Déploie du matériel de communication. |
| Otis Air National Guard Base                                                                        | Mashpee, Massachusetts              | 41° 39′ 31″ N, 70° 31′ 17″ O         | MA ANG |                    | 102nd Intelligence Wing (en)                                  | Unité non volante. Unité de renseignement. |
| Pease Air National Guard Base (en)                                                                  | Portsmouth, New Hampshire           | 43° 04′ 41″ N, 70° 49′ 24″ O         | NH ANG |                    | 157th Air Refueling Wing (en)                                 | Première unité ANG ou AFRC à exploiter le KC-46. |
| Peoria Air National Guard Base, General Wayne A. Downing Peoria International Airport (en)          | Peoria, Illinois                    | 40° 39′ 38″ N, 89° 41′ 44″ O         | IL ANG |                    | 182d Airlift Wing (en)                                        | Opère des C-130 Hercules dans le cadre de missions d'entraînement. |
| Pittsburgh IAP Air Reserve Station (en), Pittsburgh International Airport                           | Pittsburgh, Pennsylvanie            | 40° 29′ 40,49″ N, 80° 12′ 55,71″ O   | AFRC   |                    | 911th Airlift Wing (en)171st Air Refueling Wing (en) (PA ANG) | Exploite des C-130 Hercules. La 171th ARW de la Garde nationale est une unité de ravitaillement en vol KC-135 Stratotanker,. |
| Portland Air National Guard Base (en), Portland International Airport                               | Portland, Oregon                    | 45° 34′ 56″ N, 122° 35′ 23″ O        | OR ANG |                    | 142nd Fighter Wing (en)                                       | Exploite des F-15 Eagle. Contrôle opérationnel exercé par la First Air Force (en) / AFNORTH pour la mission de défense aérienne dans le cadre de l'opération Noble Eagle. |
| Quonset Point Air National Guard Station, Quonset State Airport (en)                                | North Kingstown, Rhode Island       | 41° 35′ 50″ N, 71° 24′ 44″ O         | RI ANG |                    | 143d Airlift Wing (en)                                        | Opère des avions de transport C-130 Hercules. |
| Reno Air National Guard Base Reno–Tahoe International Airport                                       | Reno, Nevada                        | 39° 29′ 57″ N, 119° 46′ 05″ O        | NV ANG |                    | 152nd Airlift Wing (en)                                       | Exploite des C-130 Hercules. Fournit un transport aérien rapide ainsi qu'une capacité de largage de cargaisons et de troupes. L'unité est chargée de se déployer n'importe où sur le globe en respectant le temps de réponse imparti pour effectuer des missions de jour et de nuit.                  |
| Rickenbacker Air National Guard Base (en), Rickenbacker International Airport                       | Columbus, Ohio                      | 39° 48′ 49″ N, 82° 56′ 48″ O         | OH ANG |                    | 121st Air Refueling Wing (en)                                 | Opère des KC-135 Stratotanker dans le cadre de missions mondiales de ravitaillement en vol. |
| Griffiss Air Force Base (en), Griffiss International Airport (en)                                   | Rome, New York                      | 43° 13′ 50,955″ N, 75° 24′ 34,707″ O | NY ANG |                    | Eastern Air Defense Sector (en)                               | Base de contrôle des interceptions au sol. |
| Rosecrans Air National Guard Base (en), Rosecrans Memorial Airport (en)                             | St. Joseph, Missouri                | 39° 46′ 19″ N, 94° 54′ 34,94″ O      | MO ANG |                    | 139th Airlift Wing (en)                                       | Opère des C-130 Hercules dans le cadre de missions d'entraînement. |
| Wright Air National Guard Base Salt Lake City International Airport                                 | Salt Lake City, Utah                | 40° 47′ 18″ N, 111° 58′ 40″ O        | UT ANG |                    | 151st Air Refueling Wing (en)                                 | Opère des KC-135 Stratotanker sous l'égide de la 15th Expeditionary Mobility Task Force. |
| Savannah Air National Guard Base, Savannah/Hilton Head International Airport                        | Savannah, Géorgie                   | 32° 07′ 39″ N, 81° 12′ 07″ O         | GA ANG |                    | 165th Airlift Wing (en)                                       | Opère des C-130 Hercules dans le cadre de missions d'entraînement. |
| Selfridge Air National Guard Base (en)                                                              | Mount Clemens, Michigan             | 42° 36′ 30″ N, 82° 50′ 08″ O         | MI ANG |                    | 127th Wing                                                    | Opère des KC-135 Stratotanker et A-10 Thunderbolt II lors de missions d’entraînement. Se déploie notamment au profit de l'USAFCENT. |
| Shepherd Field Air National Guard Base (en), Eastern WV Regional Airport (en)                       | Martinsburg, Virginie Occidentale   | 39° 24′ 07″ N, 77° 59′ 04″ O         | WV ANG |                    | 167th Airlift Wing (en)                                       | Exploite des appareils de transport lourd C-5 Galaxy à l'échelle mondiale. |
| Sioux City Air National Guard Base (en), Sioux Gateway Airport                                      | Sioux City, Iowa                    | 42° 23′ 54″ N, 96° 22′ 19″ O         | IA ANG |                    | 185th Air Refueling Wing (en)                                 | Opère des KC-135 Stratotanker dans le cadre de missions mondiales de ravitaillement en vol. |
| Goldwater Air National Guard Base                                                                   | Phoenix, Arizona                    | 33° 25′ 36″ N, 112° 00′ 43″ O        | AZ ANG |                    | 161st Air Refueling Wing (en)                                 | Opère des KC-135 Stratotanker dans le cadre de missions mondiales de ravitaillement en vol. |
| Springfield Air National Guard Base Springfield–Beckley Municipal Airport                           | Springfield, Ohio                   | 39° 50′ 25″ N, 83° 50′ 25″ O         | OH ANG |                    | 178th Wing (en)                                               | Exploite des F-16 Fighting Falcon lors de missions d'entraînement. |
| Stewart Air National Guard Base (en), Stewart International Airport                                 | Newburgh, New York                  | 41° 30′ 15″ N, 74° 06′ 17″ O         | NY ANG |                    | 105th Airlift Wing (en)                                       | Exploite des appareils lourds C-5 Galaxy dans le monde entier. |
| Stratton Air National Guard Base, Schenectady County Airport                                        | Schenectady, New York               | 42° 51′ 09″ N, 73° 55′ 21″ O         | NY ANG |                    | 109th Airlift Wing (en)                                       | Seule unité équipée de Hercules LC-130H spécialisés équipés de skis pour les missions nécessitant un atterrissage dans la glace et la neige en Arctique. |
| Terre Haute Air National Guard Base Terre Haute Regional Airport (en)                               | Terre Haute, Indiana                | 39° 27′ 05″ N, 87° 18′ 27″ O         | IN ANG |                    | 181st Intelligence Wing (en)                                  | Unité non navigante. Unité de renseignements. |
| Toledo Air National Guard Base, Aéroport de Toledo Express                                          | Toledo, Ohio                        | 41° 35′ 12,5″ N, 83° 48′ 28,2″ O     | OH ANG |                    | 180th Fighter Wing (en)                                       | Unité de chasse tactique F-16 Fighting Falcon déployée notamment au profit de l'USAFCENT. |
| Truax Field Air National Guard Base (en), Aéroport de Madison/comté de Dane                         | Madison, Wisconsin                  | 43° 08′ 23″ N, 89° 20′ 15″ O         | WI ANG |                    | 115th Fighter Wing (en)                                       | Unité de chasse tactique F-16 Fighting Falcon déployée notamment au profit de l'USAFCENT. |
| Tucson Air National Guard Base, Tucson International Airport                                        | Tucson, Arizona                     | 32° 06′ 55″ N, 110° 55′ 50″ O        | AZ ANG |                    | 162nd Fighter Wing (en)                                       | Opère des F-16 Fighting Falcon intégré à la mission d'entraînement de la Luke AFB. |
| Tulsa Air National Guard Base Tulsa International Airport                                           | Tulsa, Oklahoma                     | 36° 11′ 54″ N, 95° 53′ 17″ O         | OK ANG |                    | 138th Fighter Wing (en)                                       | Unité de chasse tactique F-16 Fighting Falcon déployée au profit notamment de l'USAFCENT. |
| Volk Field Air National Guard Base (en)                                                             | New Lisbon, Wisconsin               | 43° 56′ 11″ N, 90° 15′ 35″ O         | WI ANG |                    | Volk Field Combat Readiness Training Center                   | Volk Field est l’un des quatre seuls centres d’entraînement au combat de la Garde nationale aérienne aux États-Unis, et le seul à ne pas partager son aérodrome avec un aéroport civil. Outre sa mission principale, il s’agit également d’un hub d’embarquement aérien.                              |
| Warfield Air National Guard Base Martin State Airport                                               | Middle River (Maryland)             | 39° 19′ 32,38″ N, 76° 24′ 49,55″ O   | MD ANG |                    | 175th Wing (en)                                               | Exploite des C-130 Hercules et des A-10 Thunderbolt II lors de missions d’entraînement. Se déploie notamment au profit de l'USAFCENT. |
| Westover Air Reserve Base                                                                           | Chicopee, Massachusetts             | 42° 11′ 38″ N, 72° 32′ 05″ O         | AFRC   |                    | 439th Airlift Wing (en)                                       | La plus grande base de réserve des États-Unis, effectue des missions de transport aérien dans le monde entier avec des C-5 Galaxy. |
| Youngstown–Warren Air Reserve Station (en), Youngstown-Warren Regional Airport                      | Youngstown, Ohio                    | 41° 15′ 38,64″ N, 80° 40′ 44,74″ O   | AFRC   |                    | 910th Airlift Wing (en)                                       | Exploite des C-130 Hercules. |